# Annona neochrysocarpa
Annona neochrysocarpa är en kirimojaväxtart som beskrevs av H. Rainer. Annona neochrysocarpa ingår i släktet annonor, och familjen kirimojaväxter. Inga underarter finns listade i Catalogue of Life.